# Reformierte Kirche Birr

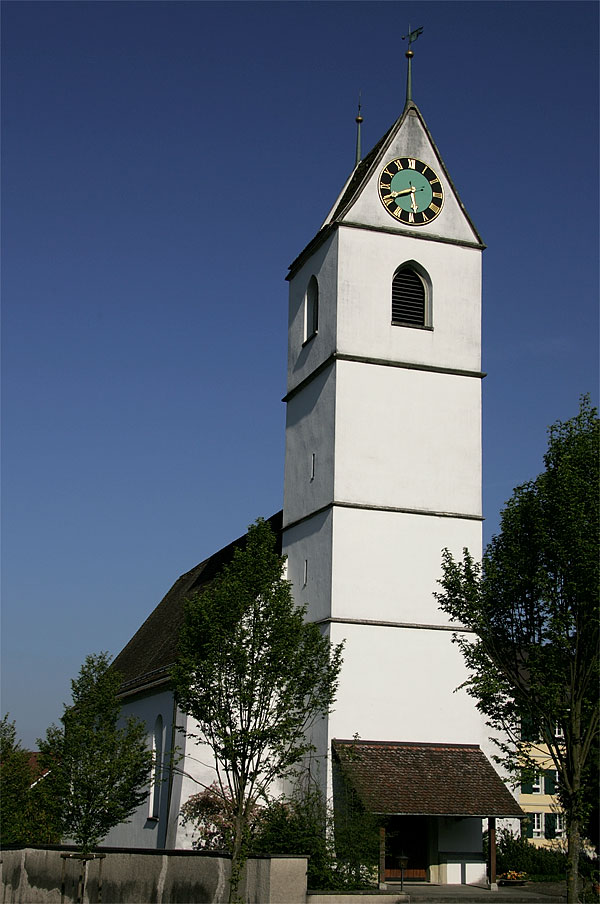
Kirche Birr

Die reformierte Kirche Birr ist die reformierte Dorfkirche in der aargauischen Gemeinde Birr in der Schweiz. Sie wurde 1662 erbaut, geht aber auf ältere Vorgängerbauten zurück. Dieser wurde 1370 erstmals urkundlich erwähnt und wurde bei der Einführung der Reformation in der Stadt und Republik Bern zu einer reformierten Kirche.
Die Kirche Birr steht seit 1948 unter kantonalem Denkmalschutz.

## Geschichte
Die älteste, an gleicher Stelle erbaute Kirche in Birr stammt aus der Zeit um das Jahr 1000. Bei archäologischen Untersuchungen der heutigen Kirche, die anlässlich der Renovation von 1971 durchgeführt wurden, wurden Hinweise auf drei Vorgängerbauten gefunden. Die erste Kirche war in etwa halb so breit und halb so lang wie die heutige. An diese wurden um das Jahr 1200 eine halbrunde Apsis angebaut. Die Kirche wurde dann, vermutlich im 14. Jahrhundert auf die doppelte Gebäudelänge vergrössert. Im Jahre 1370 wurde sie erstmals in einer Urkunde erwähnt und im 16. Jahrhundert wurde sie mit einem Kirchturm ergänzt. Die heutige Kirche wurde dann im Jahre 1662 durch den Baumeister Abraham Dünz errichtet, der auch die praktisch baugleiche Kirche in Gränichen baute. 
1804/05 wurde eine Empore eingebaut, 1836 dann eine einfache Gipsdecke mit spätklassizistischem Stuckrahmen eingezogen. 1971 erfuhr die Kirche eine umfassenden Gesamtrenovation, bei der unter anderem Taufstein und Kanzel neu platziert wurden und die Kirchenbänke durch eine lose Bestuhlung ersetzt wurde. Weitere Renovationen wurden 2008 innen und 2022 aussen durchgeführt.

## Beschreibung

### Äusseres
Die leicht erhöht stehende nach Osten ausgerichtete Saalkirche besteht aus dem rechteckigen mit einem steilen Satteldach gedeckten Kirchensaal und den auf der Westseite angebautem Kirchturm mit gleichgerichtetem Satteldach, durch dessen Turmvorhalle die Kirche betreten werden kann. Die beiden Giebel des Turms sind jeweils mit einem großen Zifferblatt der Turmuhr versehen. Das Westportal und ein Seiteneingang auf der Südseite sind mit einem schrägen Vordach geschützt. Die Längsseiten sind mit je drei rundbogigen Kirchenfenstern versehen, zwei weitere solche Fenster befinden sich in der Chorwand.
Im Kirchturm hängt ein vierstimmiges Glockengeläut, das 1955 von der Glockengiesserei H. Rüetschi in Aarau gegossen wurde.
Die Glocken im Einzelnen:
| Glocke | Schlagton | 0Gewicht0 | Inschrift |
| ------ | --------- | --------- | --- |
| 1      | e¹        | ≈ 1200 kg | «Einen anderen Grund kann niemand legen ausser dem, der gelegt ist, welcher ist Jesus Christus.» (1. Kor. 3,11) |
| 2      | g¹        | ≈ 700 kg  | «Himmel und Erde werden vergehen; aber meine Worte werden nicht vergehen. (Matth. 24,35).»                      |
| 3      | a¹        | ≈ 500 kg  | «Freuet euch aber, dass eure Namen im Himmel geschrieben sind (Lukas 10,20).»                                   |
| 4      | c²        | ≈ 300 kg  | «Lobe den Herrn, meine Seele, und was in mir ist, seinen heiligen Namen. (Psalm 103,1).»                        |

### Inneres
Der Kirchensaal mit flacher Holzdecke bietet Platz für etwa 350 Personen; er bildet weitgehend eine Einheit mit dem Chorbereich. Dieser ist mit der dreistufiger Erhöhung nur leicht abgesetzt. Die abstrakt gehaltenen Buntglasfenster im geraden Chor-Abschluss wurden 1971 von Werner Sommer gestaltet; das linke Fenster hat als Thema «Schöpfung und Fall», das rechte «Erlösung und Vollendung». Im Chorbereich steht der schlichte Abendmahlstisch, rechts davon der Taufstein aus Muschelkalk aus der Entstehungszeit der Kirche. Links an der Wand im Bereich der Stufen steht die barocke Kanzel von 1664 mit einem hölzernen polygonalen Kanzelkorb auf steinernem Sockel, jedoch ohne Schalldeckel. Im hell gestrichenen Kirchenraum sind im vorderen Bereich zwei Bibelsprüche zu lesen. Auf der Nordwand steht: «Jesus Christus, gestern und heute und derselbe auch in Ewigkeit.» (Hebräer 13,8). Die Südwand ziert der Spruch: «Du hast Worte ewigen Lebens!» (Johannes 6,68)
Die Orgel auf der Empore im hinteren Drittel der Kirche wurde 1974 von der Manufaktur Metzler Orgelbau aus Dietikon gebaut. Sie hat einen Umfang von 18 Registern auf zwei Manualen und Pedal.